# هاري شوارتز
هاري شوارتز (بالإنجليزية: Harry Schwartz)‏ هو لاعب كرة قدم أمريكية أمريكي، ولد في 11 أكتوبر 1906 في نيويورك في الولايات المتحدة، وتوفي في 6 مارس 1970 في تشارلوت في الولايات المتحدة.